# Jurij Jewsejczyk
Jurij Jewsejczyk (ur. 23 stycznia 1971) – izraelski zapaśnik walczący w stylu klasycznym. Dwukrotny olimpijczyk. Czwarty w Sydney 2000 i dziewiętnasty w Atenach 2004. Walczył w kategorii 120–130 kg.
Sześciokrotny uczestnik mistrzostw świata. Brązowy medalista w 1998; piąty w 1995 i szósty w 2002. Czwarty na mistrzostwach Europy w 2000 i 2002. Szósty w Pucharze Świata w 1994 roku.

## Turniej wSydney 2000
| Konkurencja              | Walki                | Walki              | Walki               | Walki       | Walki                 | Walki                       | Klas. końcowa |
| Konkurencja              | Przeciwnik I         | Przeciwnik II      | Przeciwnik III      | Ćwierćfinał | Półfinał              | o trzecie miejsce           | Miejsce       |
| ------------------------ | -------------------- | ------------------ | ------------------- | ----------- | --------------------- | --------------------------- | ------------- |
| styl klasyczny do 130 kg | Marek Sitnik (POL) W | David Vála (TCH) W | Fatih Bakir (TUR) W | walkower W  | Rulon Gardner (USA) L | Dzmitryj Dziabiełka (BLR) L | 4.            |

## Turniej wAtenach 2004
| Konkurencja              | Walki                    | Walki                | Klas. końcowa |
| Konkurencja              | Przeciwnik I             | Przeciwnik II        | Miejsce       |
| ------------------------ | ------------------------ | -------------------- | ------------- |
| styl klasyczny do 120 kg | Yekta Yılmaz Gül (TUR) L | Mijaín López (CUB) L | 19.           |